# Fiat G.82
Il Fiat G.82 fu un aereo da addestramento monomotore a getto sviluppato dall'azienda aeronautica italiana Fiat Aviazione (divisione aeronautica della FIAT) all'inizio degli anni cinquanta.
Evoluzione del precedente G.80 e prodotto, compreso i prototipi in soli cinque esemplari, era destinato ad equipaggiare i reparti da addestramento per la formazione dei piloti sui nuovi velivoli a reazione in dotazione all'Aeronautica Militare.

## Storia del progetto
Dopo le varie prove effettuate sui G.80 i riscontri suggerivano che per poter soddisfare le esigenze in ambito operativo il modello dovesse essere equipaggiato con un motore in grado di fornire una maggiore spinta. L'ingegnere Giuseppe Gabrielli, pur non stravolgendo il disegno originale, decise di utilizzare un turbogetto Rolls-Royce Nene in luogo del precedente de Havilland Goblin che, date le diverse misure di ingombro, resero necessario l'allungamento della fusoliera ed un riequilibrio strutturale del velivolo. L'ala venne modificata assumendo un angolo di freccia leggermente accentuato e, al fine di incrementare l'autonomia, alle sue estremità alari vennero collocati i serbatoi di combustibile, inoltre la pinna dorsale assunse un prolungamento più angoloso fino alla deriva.
Il G.82 venne portato in volo per la prima volta nel maggio 1954.
Nel 1955 la NATO emise una specifica per la fornitura di un addestratore alla quale decise di partecipare anche la Fiat con il G.82. Benché non abbia avuto successo la Fiat riuscì ad ottenere una piccola commissione dal Ministero della Difesa; alla fine la produzione si attestò, compreso il prototipo, su 5 unità.

## Impiego operativo
Il G.82 venne preso in carico dall'Aeronautica Militare ed assegnato alla Scuola Aviogetti di Amendola, rimanendo in servizio per qualche anno affiancando i Lockheed T-33 Shooting Star, quindi vennero trasferiti al Reparto sperimentale di volo presso l'aeroporto di Pratica di Mare, dove rimasero fino al 1959, anno in cui vennero radiati.

### Pubblicazioni
- Fiat G.80 e G.82, in Aerei da guerra, Ginevra - Novara, Edito Service S.A. - Istituto Geografico De Agostini, 1993.
- Fiat G.80-G.82, in JP4, Nr. 4, Firenze, A.I. Editrice, aprile 1976.